# Língua kawaiisu
Kawaiisu é uma língua Uto-Asteca falada pela etnia Kawaiisu da Califórnia, Estados Unidos.

## Classificação
Kawaiisu é membro da divisão Númica meridional das línguas uto-astecas.

## Ambiente linguístico
Os kawaiisu estavam cercados por falantes de línguas Uto-Aztecas não númicas: o povo Kitanemuk, ao sul. falava Takic, o povo Tübatulabal, ao norte. O povo Tubatulabal ao norte falava linguagem Tubatulabal e os Yokuts mais para o oeste eram não-Uto-Astecas. Por compartilharem a língua númica do sul, o Chemehuevi ao leste são considerados os parentes mais próximos de Kawaiisu.

## Geografia
Os restantes falantes kawaiisu vivem na área das montanha Tehachapi da Califórnia.

## Revitalização
Em 1994, a língua estava em grande perigo de extinção, com talvez menos de 20 falantes remanescentes.
Em 2011, o Projeto Kawaiisu recebeu o Prêmio de Preservação Histórica por seus esforços para documentar a língua e cultura Kaiwaiisu, incluindo o Manual do Kawaiisu, ensino de idiomas, o Centro Cultural e de Língua Kawaiisu, e a exposição Kawaiisu no Museu Tehachapi." A partir de 2012, o Centro Cultural e Linguístico Kawaiisu oferece aulas de idiomas e DVDs para aprendizado em casa, bem como treinamento para outros grupos que buscam criar programas e materiais de aprendizado de idiomas..

## Morfologia
Kawaiisu é uma língua aglutinante, na qual as palavras usam complexos de sufixo para uma variedade de propósitos com vários morfema ligados entre si.

## Fonologia

### Vogais
Kawaiisu tem um inventário típico da Númicas com 6 vogais.
|             | Anterior | Posterior Não arredondada | Posterior Arredondada |
| ----------- | -------- | ------------------------- | --------------------- |
| Fechada     | i        | ɨ                         | u                     |
| Não fechada | e        | a                         | o                     |

### Consoantes
Kawaiisu tem um inventárioatípico em suas consoantes no qual muitas das previsíveis alternações do consoante em outras línguas numéricas não são tão previsíveis em Kawaiisu. O inventário Kawaiisu consoante, portanto, é muito maior que o típico da Númicas.
|             |             | Bilabial | Coronal | Palatal | Velar | Velar | Glotal |
| plana       | labializada | Bilabial | Coronal | Palatal |       |       | Glotal |
| ----------- | ----------- | -------- | ------- | ------- | ----- | ----- | ------ |
| Nasal       | Nasal       | m        | n       |         | (ŋ)*  |       |        |
| Oclusiva    | Tênuis      | p        | t       |         | k     | kʷ    | ʔ      |
| Oclusiva    | Fortis      | b        | d       |         |       |       |        |
| Africada    | Africada    |          | ts      | tʃ      |       |       |        |
| Fricativa   | Tênuis      |          | s       | ʃ       |       |       | h / hʷ |
| Fricativa   | Fortis      | β        | z       | ʒ       | ɣ     | ɣʷ    |        |
| Aproximante | Aproximante |          | (l)*    | j       |       | w     |        |
| Vibrante    | Vibrante    |          | ɾ       |         |       |       |        |

- /l/ e /ŋ/ só existem em palavras emprestadas de outras línguas.

## Amostra de texto
Shi'id papel meeneeka, wagüt hagaan ime. Shi'id iva'an, iva'an kaama'a, eviapich eepizh, puguz. Otsüz, kapaan otsüz karineen wogüta. Iva'an naro'o hinigeeneen. Iva'an wahai ventana, iva'an müüze.

Português

Este papel diz, sapo onde você está. Aqui, aqui está uma cama, um garotinho, um deus, um jarro, dentro do jarro está um sapo. Aqui ele tem uma camisa. Aqui estão duas janelas, aqui, a lua.